# Liste der größten Unternehmen in Mexiko
Die Liste der größten Unternehmen in Mexiko enthält die von den Wirtschaftsmagazinen Latin Trade und Forbes Magazine veröffentlichten größten Unternehmen in Mexiko.

## Größte Unternehmen nach Umsatz

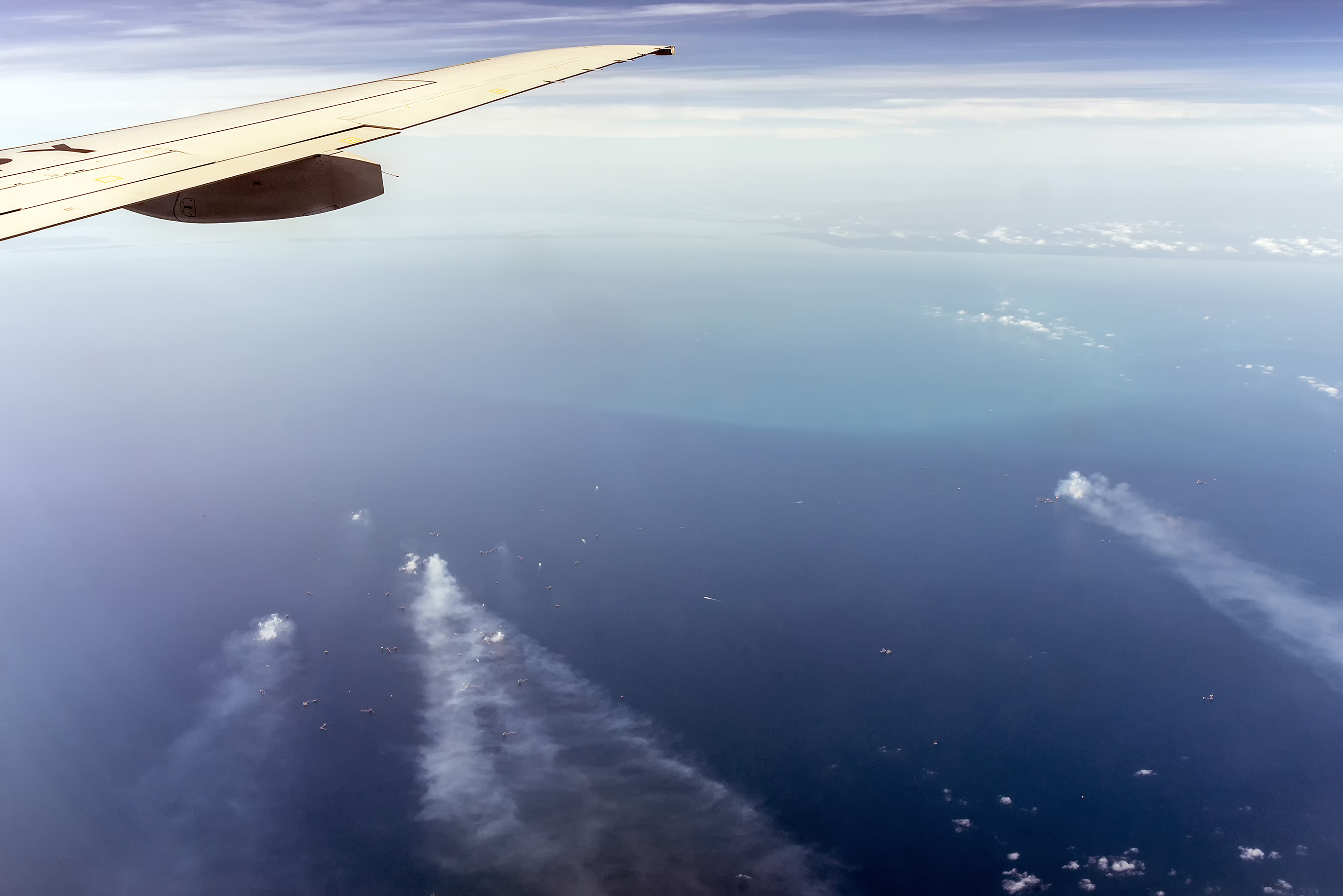
Ölfeld Cantarell, PEMEX

Die Rangfolge richtet sich nach der jährlich vom Wirtschaftsmagazin „Latin Trade“ in der Liste „Top 500 Companies in Latin America“ veröffentlichten 500 umsatzstärksten Unternehmen in Lateinamerika (ohne Banken und Versicherungen). In der Tabelle aufgeführt sind auch der Hauptsitz, der Nettogewinn, die Anzahl der Mitarbeiter und die Branche. Die Zahlen sind in Millionen US-Dollar angegeben und beziehen sich auf das Geschäftsjahr 2006.
| Rang | Rang Top 500 | Name                             | Hauptsitz    | Umsatz (Mio. $) | Gewinn (Mio. $) | Mitarbeiter | Branche           |
| ---- | ------------ | -------------------------------- | ------------ | --------------- | --------------- | ----------- | ----------------- |
| 1.   | 2.           | PEMEX                            | Mexiko-Stadt | 97.868,5        | 3.930,7         | 138.215     | Öl und Gas        |
| 2.   | 4.           | Pemex Refinación                 | Mexiko-Stadt | 36.277,7        | −3.149,0        | 47.900      | Öl und Gas        |
| 3.   | 5.           | América Móvil                    | Mexiko-Stadt | 21.663,9        | 4.015,2         | 41.418      | Telekommunikation |
| 4.   | 7.           | Comisión Federal de Electricidad | Mexiko-Stadt | 19.565,2        | 192,4           | 81.250      | Versorger         |
| 5.   | 8.           | Walmex                           | Mexiko-Stadt | 18.403,5        | 1.149,2         | 141.704     | Einzelhandel      |
| 6.   | 9.           | Cemex                            | Monterrey    | 18.229,8        | 2.375,4         | 54.635      | Bauhauptgewerbe   |
| 7.   | 12.          | Telmex                           | Mexiko-Stadt | 16.186,9        | 2.639,2         | 76.395      | Telekommunikation |
| 8.   | 16.          | Pemex Gas y Petroquímica         | Mexiko-Stadt | 12.363,0        | 562,6           | 12.000      | Chemie            |
| 9.   | 18.          | General Motors de México         | Mexiko-Stadt | 11.841,0        | …               | 11.888      | Automobile        |
| 10.  | 19.          | FEMSA                            | Monterrey    | 11.693,6        | 612,5           | 95.504      | Getränke          |
| 11.  | 22.          | Telcel                           | Mexiko-Stadt | 10.100,3        | 5.166,7         | …           | Telekommunikation |
| 12.  | 23.          | DaimlerChrysler México           | Mexiko-Stadt | 9.854,8         | 303,6           | 9.140       | Automobile        |
| 13.  | 26.          | Grupo Carso                      | Mexiko-Stadt | 8.538,5         | 715,8           | 80.371      | Mischkonzerne     |
| 14.  | 34.          | Volkswagen de México             | Puebla       | 7.948,0         | 24,7            | 13.500      | Automobile        |
| 15.  | 42.          | Grupo Alfa                       | San Pedro    | 7.086,5         | 479,5           | 41.691      | Mischkonzerne     |
| 16.  | 44.          | Nissan Mexicana                  | Mexiko-Stadt | 6.714,0         | …               | 9.000       | Automobile        |
| 17.  | 45.          | Grupo México                     | Mexiko-Stadt | 6.589,6         | 1.528,3         | 18.931      | Bergbau           |
| 18.  | 49.          | Hewlett-Packard México           | Mexiko-Stadt | 6.250,0         | …               | 2.420       | Technologie       |
| 19.  | 53.          | Bodega Aurrerá                   | Mexiko-Stadt | 5.906,0         | …               | 45.653      | Einzelhandel      |
| 20.  | 54.          | Grupo Bimbo                      | Mexiko-Stadt | 5.885,6         | 326,8           | 85.616      | Nahrungsmittel    |
| 21.  | 62.          | Soriana                          | Monterrey    | 5.397,9         | 248,6           | 60.322      | Einzelhandel      |
| 22.  | 63.          | Coca-Cola FEMSA                  | Monterrey    | 5.340,4         | 451,7           | 56.682      | Getränke          |
| 23.  | 64.          | Grupo Modelo                     | Mexiko-Stadt | 5.256,2         | 802,1           | 36.911      | Getränke          |
| 24.  | 66.          | Sam’s Club                       | Mexiko-Stadt | 5.040,1         | …               | 19.916      | Einzelhandel      |
| 25.  | 67.          | Wal-Mart Supercenter             | Mexiko-Stadt | 5.026,4         | …               | 38.249      | Einzelhandel      |
| 26.  | 68.          | Grupo Salinas                    | Mexiko-Stadt | 4.957,0         | …               | 34.000      | Mischkonzerne     |
| 27.  | 77.          | Comercial Mexicana               | Mexiko-Stadt | 4.220,3         | 204,1           | 38.437      | Einzelhandel      |
| 28.  | 90.          | Luz y Fuerza del Centro          | Mexiko-Stadt | 3.754,0         | 134,7           | 61.413      | Versorger         |
| 29.  | 91.          | Cemex Mexico                     | Monterrey    | 3.634,8         | 1.391,0         | 9.200       | Bauhauptgewerbe   |
| 30.  | 92.          | El Puerto de Liverpool           | Mexiko-Stadt | 3.555,1         | 320,7           | 28.705      | Einzelhandel      |
| 31.  | 93.          | Alpek Corporativo                | San Pedro    | 3.526,8         | 171,0           | 4.502       | Chemie            |
| 32.  | 94.          | Televisa                         | Mexiko-Stadt | 3.508,4         | 794,2           | 16.205      | Medien            |
| 33.  | 95.          | U.S. Commercial Mexico           | Mexiko-Stadt | 3.493,2         | −343,0          | 14.306      | Einzelhandel      |
| 34.  | 96.          | Grupo Imsa                       | Mexiko-Stadt | 3.468,7         | 230,7           | 6.573       | Stahl             |
| 35.  | 98.          | Ford México                      | Hermosillo   | 3.461,0         | …               | 5.580       | Automobile        |
| 36.  | 99.          | Peñoles                          | Mexiko-Stadt | 3.441,1         | 380,4           | 7.619       | Bergbau           |
| 37.  | 104.         | FEMSA Cerveza                    | Monterrey    | 3.292,7         | 901,8           | 23.201      | Getränke          |
| 38.  | 105.         | Oxxo                             | Monterrey    | 3.283,5         | 220,5           | 11.452      | Einzelhandel      |
| 39.  | 106.         | Met-Mex Peñoles                  | Torreón      | 3.263,9         | 229,0           | 2.184       | Metallurgie       |
| 40.  | 107.         | PepsiCo Mexicana                 | Mexiko-Stadt | 3.228,0         | …               | 64.000      | Getränke          |
| 41.  | 108.         | Grupo Elektra                    | Mexiko-Stadt | 3.221,8         | 415,9           | 35.145      | Einzelhandel      |
| 42.  | 113.         | Grupo Mabe                       | Puebla       | 3.166,1         | 88,3            | 21.400      | Technologie       |
| 43.  | 118.         | Grupo Gigante                    | Mexiko-Stadt | 3.003,3         | 27,3            | 33.159      | Einzelhandel      |
| 44.  | 119.         | GE México                        | Mexiko-Stadt | 3.000,0         | …               | 11.390      | Technologie       |
| 45.  | 122.         | Grupo Xignux                     | San Pedro    | 2.979,6         | 100,5           | 26.645      | Mischkonzerne     |
| 46.  | 124.         | Grupo Condumex                   | Mexiko-Stadt | 2.878,7         | 212,4           | 16.000      | Autozulieferer    |
| 47.  | 129.         | Gruma                            | Monterrey    | 2.834,3         | 135,9           | 16.855      | Nahrungsmittel    |
| 48.  | 134.         | Grupo Sanborns                   | Mexiko-Stadt | 2.710,8         | 260,4           | 40.234      | Einzelhandel      |
| 49.  | 136.         | Industrial Minera México         | Mexiko-Stadt | 2.651,0         | 872,0           | 9.313       | Bergbau           |
| 50.  | 140.         | Grupo Lala                       | Torreón      | 2.600,0         | …               | 26.518      | Nahrungsmittel    |

## Größte börsennotierte Unternehmen
Die Rangfolge der jährlich erscheinenden Liste Forbes Global 2000, der 2000 größten börsennotierten Unternehmen der Welt, errechnet sich aus einer Kombination von Umsatz, Nettogewinn, Aktiva und Marktwert. Dabei wurden die Platzierungen der Unternehmen in den gleich gewichteten Kategorien zu einem Rang zusammengezählt. In der Tabelle aufgeführt sind auch der Hauptsitz und die Branche. Die Zahlen sind in Milliarden US-Dollar angegeben und beziehen sich auf das Geschäftsjahr 2016, für den Marktwert auf den Börsenkurs vom Anfang 2017.
| Rang | Rang Forbes 2000 | Name                   | Hauptsitz    | Umsatz (Mrd. $) | Gewinn (Mrd. $) | Aktiva (Mrd. $) | Marktwert (Mrd. $) | Branche           |
| ---- | ---------------- | ---------------------- | ------------ | --------------- | --------------- | --------------- | ------------------ | ----------------- |
| 1.   | 340.             | América Móvil          | Mexiko-Stadt | 52,2            | 0,46            | 73,6            | 47,3               | Telekommunikation |
| 2.   | 380.             | FEMSA                  | Monterrey    | 20,9            | 1,1             | 26,5            | 33,1               | Konsumgüter       |
| 3.   | 591.             | GF Norte               | Monterrey    | 6,4             | 1,0             | 61,9            | 16,2               | Banken            |
| 4.   | 606.             | Grupo México           | Mexiko-Stadt | 8,2             | 1,1             | 22,8            | 23,7               | Bergbau           |
| 5.   | 620.             | Cemex                  | Monterrey    | 13,7            | 0,75            | 29,1            | 13,1               | Bauhauptgewerbe   |
| 6.   | 1054.            | Inbursa Financiero     | Mexiko-Stadt | 3,3             | 0,67            | 25,8            | 11,2               | Banken            |
| 7.   | 1092.            | Grupo Bimbo            | Mexiko-Stadt | 13,4            | 0,32            | 11,9            | 11,8               | Nahrungsmittel    |
| 8.   | 1215.            | Grupo Alfa             | San Pedro    | 15,7            | 0,14            | 16,9            | 7,3                | Mischkonzerne     |
| 9.   | 1301.            | El Puerto de Liverpool | Mexiko-Stadt | 5,4             | 0,55            | 7,2             | 11,8               | Einzelhandel      |
| 10.  | 1365.            | Grupo Televisa         | Mexiko-Stadt | 5,2             | 0,20            | 14,9            | 15,8               | Medien            |
| 11.  | 1369.            | Arca Continental       | Tampico      | 5,0             | 0,48            | 6,8             | 12,5               | Konsumgüter       |
| 12.  | 1402.            | Grupo Carso            | Mexiko-Stadt | 5,1             | 0,51            | 5,3             | 10,5               | Mischkonzerne     |
| 13.  | 1520.            | Fresnillo plc          | London       | 1,9             | 0,43            | 5,3             | 14,8               | Bergbau           |
| 14.  | 1799.            | IDEAL el Empleoen      | Mexiko-Stadt | 0,85            | 1,0             | 5,3             | 4,9                | Bauhauptgewerbe   |
| 15.  | 1843.            | Peñoles                | Mexiko-Stadt | 4,4             | 0,31            | 6,9             | 10,4               | Bergbau           |